# Bai Lamin Jobe
Bai Lamin Jobe (* 20. Jahrhundert) ist ein Politiker im westafrikanischen Staat Gambia. Von Februar 2017 bis Mai 2022 war er Minister für Bauwesen, Verkehr und Infrastruktur (Minister of Works, Transport and Infrastructure) im Kabinett Adama Barrow.

## Leben
Jobe ist Bauingenieur, er war Generaldirektor dem staatlichen Bauunternehmen Gamworks tätig, bis es Differenzen in der Geschäftsführung mit dem Staatspräsidenten Yahya Jammeh gab. Danach war er bei der Weltbank tätig. Am 22. Februar 2017 ernannte der neu gewählte Präsident Adama Barrow Jobe als Bau-, Verkehr- und Infrastrukturminister in sein Kabinett. Er schied im Zuge der Kabinettsneubildung nach der erneuten Wahl Barrows aus dem Kabinett aus. Sein Nachfolger ist seit dem 4. Mai 2022 Ebrima Sillah.

## Auszeichnungen und Ehrungen
Das wöchentliche Magazin The Gambia News & Report wählte Jobe als Generaldirektor der Gamworks 1998 zum Mann des Jahres (Personality of the Year).